# Selenophorus opalinus
Selenophorus opalinus är en skalbaggsart som beskrevs av Leconte. Selenophorus opalinus ingår i släktet Selenophorus och familjen jordlöpare. Inga underarter finns listade i Catalogue of Life.